# Lancia Dilambda
Lancia Dilambda är en personbil, tillverkad av den italienska biltillverkaren Lancia mellan 1928 och 1935.
Dilambda byggde vidare på Lambda-modellen, med bland annat individuell framhjulsupphängning med Lancias teleskoprörsfjädring och en smal V-motor. Likt de sista Lambda-bilarna hade Dilambda separat chassi, vilket gjorde den stora bilen till en favorit bland italienska karossbyggare och de flesta bilarna fick unika karosser.
Motorn var en 4-liters V8 med 24° vinkel mellan cylindrarna och ett gemensamt cylinderhuvud. I centrum av cylinderhuvudet fanns en enkel kamaxel som styrde alla ventiler via vipparmar.
Lancia räknade inte årsmodeller, utan bilen tillverkades i serier varefter olika förbättringar infördes:
- Första serien, tillverkad mellan 1928 och 1931 i 1104 exemplar
- Andra serien, tillverkad mellan 1931 och 1933 i 300 exemplar. Modifierad växellåda och differentialväxel med annan utväxling, servobromsar införs.
- Tredje serien, tillverkad mellan 1933 och 1935 i 281 exemplar. Modifierat chassi för att passa mer aerodynamiska karosser enligt tidens mode, endast bilar med den längre hjulbasen tillverkas.